# Доналд Џохансон
Доналд Карл Џохансон (енгл. Donald Carl Johanson; Чикаго, 28. јун 1943) је амерички палеонтолог шведског порекла. Дипломирао је на енгл. University of Illinois at Urbana-Champaign, 1966, а докторирао 1974 на Универзитету у Чикагу.
Светску славу је стекао открићима у "Афар троуглу“ у Етиопији, где су пронађени најчувенији и најпотпунији налази аустралопитекуса. Заједно са колегом Тимом Вајтом открио је 1973. једног од најочуванијих икад пронађених фосила аустралопитекуса афаренсиса, популарно названог "Луси".
Основао је Институт за проучавање порекла човека 1981.

## Биографија
Џохансон је дипломирао на Универзитету Илиноис (енгл. University of Illinois at Urbana-Champaign) 1966, магистрирао је 1970. на Универзитету у Чикагу (енгл. University of Chicago), где је и докторирао 1974. Био је асистент и професор антропологије на Универзитету енгл. Case Western Reserve, где је добио и почасни докторат .
Основао је институт под називом енгл. Institute of Human Origins, на Берклију у Калифорнији, 1981, али га је преместио 1998. на Државни универзитет у Аризони (енгл. Arizona State University).

## Луси
Луси, позната и као AL 288-1, је фосил аустралопитекус афаренсиса, чији остаци важе за једно од највећих археолошких открића у свету. Пронађена је у новембру 1974. године у провинцији Афар у Етиопији. Претпоставља се да је стара око 3,2 милиона година. Ово је један од најпотпуније очуваних фосила, са готово 40% очуване скелетне грађе. Сматра се да је Луси најстарији пронађени фосил одрасле женске индивидуе. Добила је надимак Луси, по песми Битлса (енгл. Lucy in the Sky with Diamonds).
Луси је била тешка око 27 килограма, висока око једног метра, запремине мозга између 375 и 500 cm³.
Џохансонов тим је 1975. године на локалитету Хадар у Етиопији открио колекцију праисторијских зуба и костију првих хоминида, названих „Прва породица“ (First Family) или AL 333, за које се претпоставља да су стари око 3,2 милиона година и припадају аустралопитекусу афаренсису. Колекцију чине остаци најмање тринаест индивидуа.